# Carlos Soler
Carlos Soler Barragán (Valencia, 2 januari 1997) is een Spaans voetballer die doorgaans als middenvelder speelt. Hij verruilde Valencia in september 2022 voor Paris Saint-Germain. Soler debuteerde in 2021 in het Spaans voetbalelftal.

## Clubcarrière
Soler begon met voetballen bij Bonrepòs en werd in 2001 opgenomen in de jeugdopleiding van Valencia. Hij debuteerde in 2015 voor Valencia CF Mestalla in de Segunda División B. Hij maakte op 10 december 2016 vervolgens zijn debuut in de Primera División. Hij viel toen in voor Mario Suárez tijdens een wedstrijd in de Primera División uit bij Real Sociedad. Soler groeide datzelfde seizoen uit tot basisspeler bij Valencia. Dat zou hij ruim zes seizoenen blijven. In die hoedanigheid eindigde hij in zowel 2017/18 als 2018/19 met zijn ploeggenoten op de vierde plaats in de Primera División. Hij speelde zo in september 2018 voor het eerst in de Champions League, in een poule met Manchester United, Juventus en Young Boys. Valencia werd daarin derde. Hierdoor kwam hij na de winter ook voor het eerst uit in de Europa League. Daarin bereikten zijn ploeggenoten en hij de halve finale. Valencia en hij wonnen in 2018/19 de Copa del Rey. Hierbij versloegen ze in de finale landskampioen FC Barcelona.
Na die succesjaren speelde Soler drie jaar met Valencia in de middenmoot van de Primera División. Voor hem persoonlijk zaten er ook aan die seizoenen pluspunten. Zo stond hij in 202/21 en 2021/22 vaker in de basis dan ooit en scoorde hij meer dan ooit. Hij was in beide jaren clubtopscorer met elf doelpunten. Soler maakte op 8 november 2020 voor het eerst in zijn profcarrière een hattrick. Hij scoorde toen drie keer in een met 4–1 gewonnen competitiewedstrijd thuis tegen Real Madrid.
Soler tekende in september 2022 voor vijf seizoenen bij Paris Saint-Germain, de kampioen van Frankrijk. Dat betaalde 18 miljoen euro voor hem aan Valencia. Met de Franse club werd Soler in 2022/23 voor het eerst in zijn carrière landskampioen.
In september 2024 werd hij voor de rest van het seizoen uitgeleend aan West Ham United.

## Clubstatistieken
| Seizoen     | Club                | Competitie       | Competitie | Competitie | Beker | Beker | Internationaal | Internationaal | Totaal | Totaal |
| Seizoen     | Club                | Competitie       | Wed.       | Dlp.       | Wed.  | Dlp.  | Wed.           | Dlp.           | Wed.   | Dlp.   |
| ----------- | ------------------- | ---------------- | ---------- | ---------- | ----- | ----- | -------------- | -------------- | ------ | ------ |
| 2016/17     | Valencia            | Primera División | 23         | 3          | 3     | 0     | —              | —              | 26     | 3      |
| 2017/18     | Valencia            | Primera División | 33         | 1          | 4     | 0     | —              | —              | 37     | 1      |
| 2018/19     | Valencia            | Primera División | 31         | 2          | 7     | 0     | 13             | 2              | 51     | 4      |
| 2019/20     | Valencia            | Primera División | 28         | 2          | 3     | 0     | 5              | 1              | 36     | 3      |
| 2020/21     | Valencia            | Primera División | 32         | 11         | 2     | 1     | —              | —              | 34     | 12     |
| 2021/22     | Valencia            | Primera División | 32         | 11         | 6     | 1     | —              | —              | 38     | 12     |
| 2022/23     | Valencia            | Primera División | 3          | 1          | 0     | 0     | —              | —              | 3      | 1      |
| Club totaal | Club totaal         | Club totaal      | 182        | 31         | 25    | 2     | 18             | 3              | 225    | 36     |
| 2022/23     | Paris Saint-Germain | Ligue 1          | 26         | 3          | 3     | 2     | 6              | 1              | 35     | 6      |
| Club totaal | Club totaal         | Club totaal      | 26         | 3          | 3     | 2     | 6              | 1              | 35     | 6      |

Bijgewerkt t/m 22 juli 2023.

## Interlandcarrière
Soler bereikte met Spanje –21 de finale van zowel het EK –21 van 2017 als het EK –21 van 2019. Tijdens het eerste toernooi mocht hij alleen spelen in de derde groepswedstrijd, tegen Servië –21. Twee jaar later speelde Soler juiste in alle duels behalve de derde groepswedstrijd. En waar de eerste finale verloren ging tegen Duitsland –21, versloegen de Spanjaarden dat in de finale van 2019 wel. Soler haalde met het Spaans olympisch elftal ook de finale van de Olympische Zomerspelen 2020. Hierin verloren zijn ploeggenoten en hij van Brazilië.
Soler debuteerde op 2 september 2021 in het Spaans voetbalelftal. Bondscoach Luis Enrique gaf hem meteen een basisplaats in een WK-kwalificatiewedstrijd tegen Zweden. Hij schoot Spanje in de vierde minuut op 0–1, maar verloor die dag met 2–1. Luis Enrique nam Soler ook mee naar het WK 2022. Hierop maakte hij de 6–0 in het met 7–0 gewonnen groepsduel tegen Costa Rica. Daarna kwam hij alleen nog in actie in de achtste finale tegen Marokko.

## Erelijst
| Competitie            |             |             |             |             |
| Competitie            | Aantal      | Jaren       |             |             |
| Valencia CF           | Valencia CF | Valencia CF | Valencia CF | Valencia CF |
| --------------------- | ----------- | ----------- | ----------- | ----------- |
| Copa del Rey          | 1x          | 2018/19     |             |             |
| Paris Saint-Germain   |             |             |             |             |
| Kampioen Ligue 1      | 1x          | 2022/23     |             |             |
| Spanje –21            |             |             |             |             |
| Europees kampioen –21 | 1x          | 2019        |             |             |